# Мон-Лозер-е-Гуле
Мон-Лозер-е-Гуле (фр. Mont Lozère et Goulet) — муніципалітет у Франції, у регіоні Окситанія, департамент Лозер. Мон-Лозер-е-Гуле утворено 1 січня 2017 року шляхом злиття муніципалітетів Баньоль-ле-Бен, Бельвезе, Ле-Блеймар, Шассрадес, Мас-д'Орсьєр i Сен-Жульєн-дю-Турнель. Адміністративним центром муніципалітету є Ле-Блеймар. Населення — 1085 осіб (01.01.2021).